# Sunnoveus
Sunnoveus was voor 620 bisschop van Keulen.
Von hem is slechts de naam en (door Gelenius) als niet bevestigde sterfdatum 30 september overgeleverd.

## Literatur
- Dit artikel of een eerdere versie ervan is een (gedeeltelijke) vertaling van het artikel Sunnoveus op de Duitstalige Wikipedia, dat onder de licentie Creative Commons Naamsvermelding/Gelijk delen valt. Zie de bewerkingsgeschiedenis aldaar.
- Reihenfolge der Kölner Bischöfe und Erzbischöfe, in H.J.D. Asthöwer, Handbuch des Erzbistums Köln, Keulen, 186611. (online).
- F.W. Oediger - W. Neuss (edd.), Geschichte des Erzbistums Köln I, Keulen, 1972². ISBN 3761601581